# کنجی ترادا
کنجی ترادا (انگلیسی: Kenji Terada; ۱۱ ژوئیهٔ ۱۹۵۲ – ) فیلم‌نامه‌نویس، و کارگردان فیلم اهل ژاپن بود.